# Wassertorturm

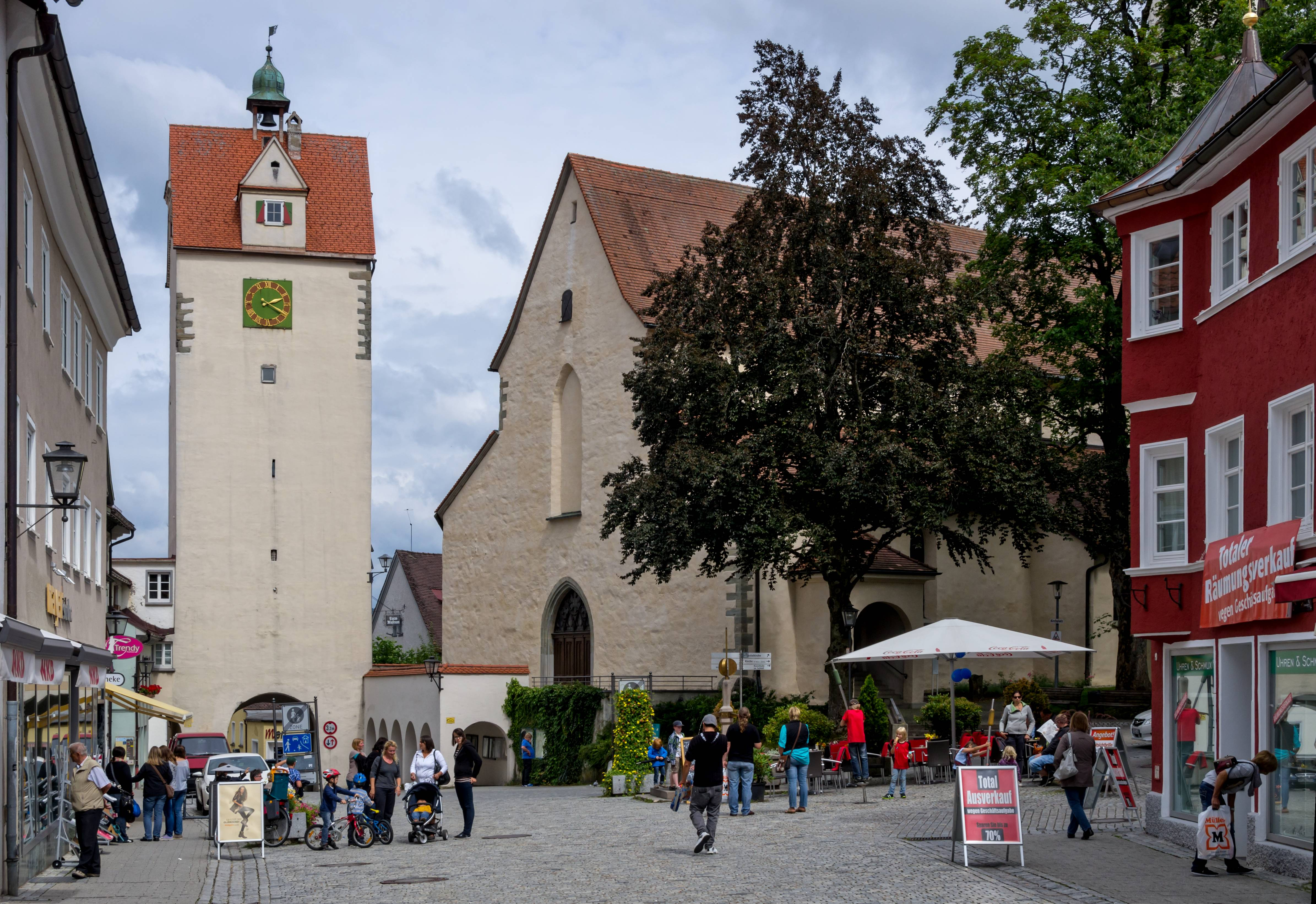
Das Stadttor von der Wassertorstraße aus (2015)

Der Wassertorturm war der nördliche Haupteingang der Stadtbefestigung in die Reichsstadt Isny im Allgäu. Der Torturm ist in der Liste der Kulturdenkmale in Isny im Allgäu eingetragen und damit denkmalgeschützt. Das im Stadttor eingerichtete Wassertor-Museum informiert über die frühere Nutzung zum Schutz der Stadt, der Bewohnung durch den Türmer und der Einkerkerung von Straftätern.

## Beschreibung
Der fünfgeschossige Turm steht westlich der Nikolaikirche. Der massiv gemauerte Turm hat verputzte Vollgeschosse. Auf dem Satteldach, unter dem sich zwei Dachgeschossebenen befinden, sitzt ein barockes Glockentürmchen aus dem 18. Jahrhundert mit zwei Dachhäuschen. Die fünf Zentner wiegende Glocke stammt von 1643. Das oberste Vollgeschoss weist Eckquaderungen und eine Turmuhr auf. An der nördlichen Außenseite, über der rundbogigen Tordurchfahrt, ist ein aufgemalter Reichsadler mit dem Wappen der Stadt Isny zu sehen.

## Geschichte

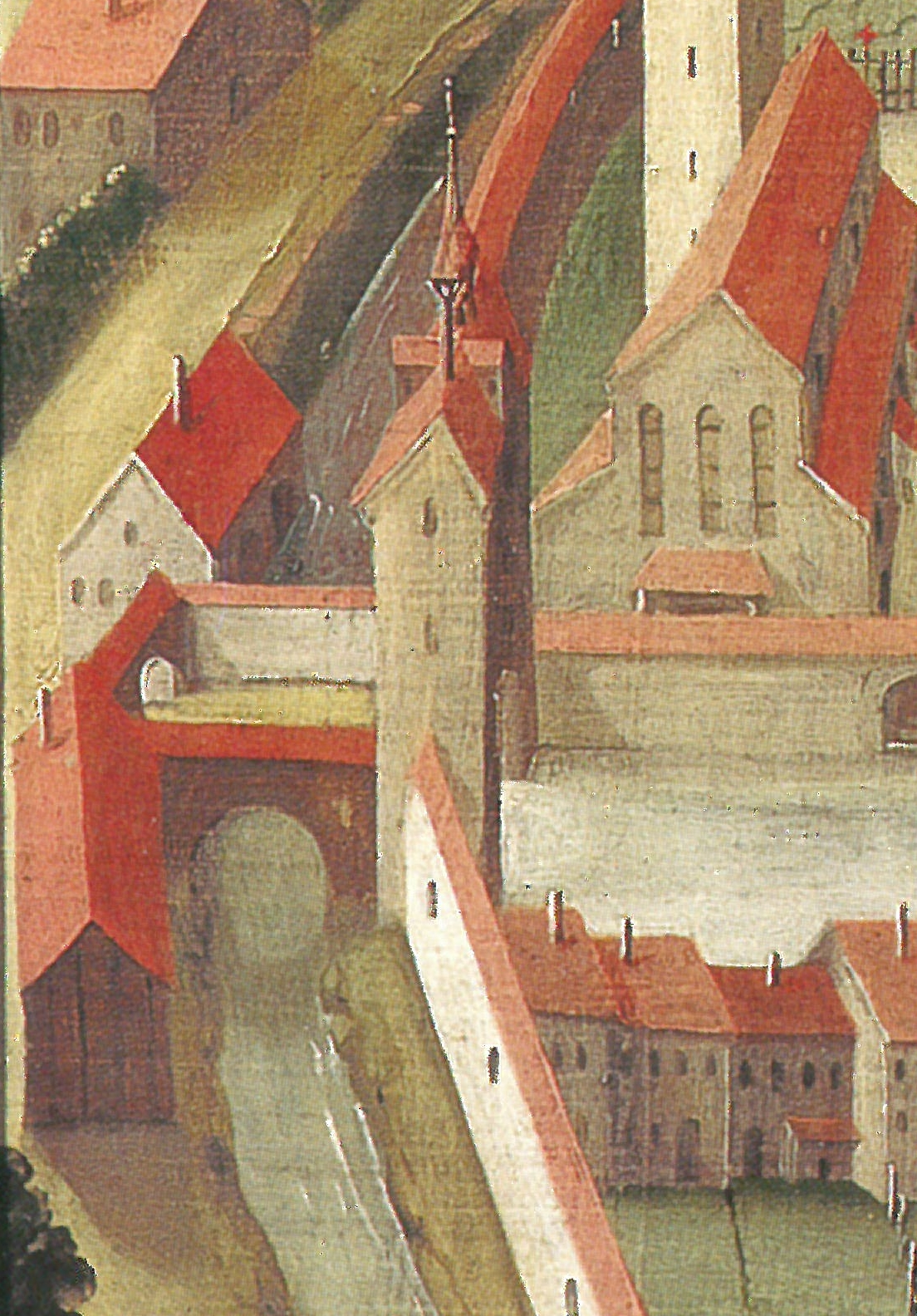
Das Wassertor im Jahr 1737

Der Turm wurde 1337 erstmals urkundlich erwähnt. Vor dem Wassertor entstand im 15. Jahrhundert die Vorstadt, die nicht mehr in die Stadtbefestigung einbezogen war. Beim großen Stadtbrand von 1631 wurde der obere Teil des Turms zerstört und 1657 neu aufgebaut.
In den 1950er Jahren kam es zur Dach- und Fassadensanierung, eine umfangreiche Instandsetzung erfolgte von 1972 bis 1980.

## Wassertor-Museum
Im Turm wurde das Wassertor-Museum eingerichtet. Dabei kann man das ehemalige Gefängnis besichtigen. Das Geschoss direkt über der Durchfahrt wurde nämlich als Gefängnis genutzt. Der dunkle Kerkerraum vermittelt einen bleibenden Eindruck von der düsteren Existenz der Gefangenen. Er besaß in der Decke als einzigen Zugang eine Öffnung, durch die der Gefangene auf einem Stuhl mit Hilfe eines Seils „abgehaspelt“ wurde.
Das Wassertor war früher mit einem Türmer besetzt, dessen Stübchen heute zum Museum gehört. Dort kann man sich beim Blick auf die mittelalterliche Stadtanlage in die Zeit der Kriege und Feuersbrünste zurückversetzen. Die Familie des letzten Wächters wohnte bis in die Mitte des 20. Jahrhunderts im Turm, sanitäre Anlagen und fließendes Wasser wurden erst 1940 eingebaut.
Die weiteren Turmgeschosse zeigen Teile der stadtgeschichtlichen Sammlung, darunter eine Dokumentation über die Isnyer Feuerwehr, eine Schuhmacher-Werkstatt und eine Ausstellung über die Anfänge des Wintersports.